# Baramula (huyện)
Huyện Baramula là một huyện thuộc bang Jammu and Kashmir, Ấn Độ. Thủ phủ huyện Baramula đóng ở Baramula. Huyện Baramula có diện tích 4588 ki lô mét vuông. Đến thời điểm năm 2001, huyện Baramula có dân số 1166722 người.